# 北鳅
北鳅（学名：Lefua costata）为輻鰭魚綱鯉形目條鳅科北鳅属的鱼类，俗名八须泥鳅、纵带平鳅、泥鳅、须鼻鳅。分布于朝鲜、日本、俄罗斯以及山东、河北、山西、内蒙古东部、辽宁鸭绿江、辽河、大凌河、小凌河、碧流河和复县长兴岛上的淡水水体里、吉林、黑龙江、还见于乌苏里江、兴凯湖、松花江、嫩江、牡丹江、图们江等，常生活于静水和缓流河段。该物种的模式产地在达里湖。
北鳅体长10公分左右。主要生活在18至22摄氏度温度水系。

## 扩展阅读
維基物種上的相關：北鳅